# HackBB
HackBB foi um Tor hidden service consistindo de fórum de internet especializado na compra de cartões de crédito roubados, fraudes em caixas eletrônicos e hacks em computadores, servidores e contas. O site foi muitas vezes um destino de despejos de dados roubados e hackeados. Em algum ponto, o site foi hospedado pela hospedagem Tor Freedom Hosting.
O site foi fundado por "OptimusCrime' nos primórdios do Tor. Em junho de 2012, o usuário 'Boneless' foi promovido a administrador, que passou a gerenciar o sistema de custódia do site. No entanto, em março de 2013, a conta do Boneless foi usada para destruir o banco de dados do site, e novamente em maio por sockpuppets dele. O site inicialmente recuperou-se disto, mas fechou algum tempo depois, devido à perda da confiabilidade na administração do site e o raid na hospedagem Freedom Hosting em agosto de 2013.